# Jürg Bruggmann
Jürg Bruggmann (Sulgen, 1 d'octubre de 1960) va ser un ciclista suís, que fou professional entre el 1983 i el 1990. De la seva carrera com a professional aconseguí la victòria en una etapa del Giro d'Itàlia. Com amateur va guanyar la medalla de bronze al Campionat del món en ruta de 1982.

## Palmarès
- 1978
  - 1r al Gran Premi Rüebliland
  - 1r al Tour al País de Vaud
- 1981
  -  Campió de Suïssa amateur en ruta
- 1982
  -  Campió de Suïssa amateur en ruta
- 1982
  - 1r al Giro del Mendrisiotto
- 1984
  - Vencedor d'una etapa del Giro d'Itàlia
- 1987
  - Vencedor d'una etapa del Tour de l'Oise
- 1988
  - Vencedor d'una etapa del Tour de l'Oise

### Resultats al Giro d'Itàlia
- 1983. 132è de la classificació general
- 1984. Abandona. Vencedor d'una etapa
- 1985. 118è de la classificació general
- 1986. 131è de la classificació general
- 1989. 106è de la classificació general
- 1990. 138è de la classificació general